# Thomas Simonsson
Thomas Simonsson, född cirka 1380, död 1443, var en svensk biskop av Strängnäs stift 1429–1443 och skald. Han var av okänt ursprung.

## Biografi
Thomas Simonsson utsågs till kanik i Strängnäs stift 1405, studerade artes och kanonisk rätt vid Paris universitet och Leipzigs universitet (1415 vid det senare). År 1417 blev han domprost i Strängnäs och 1430 biskop. Han hörde till drottning Filippas testamentsexekutorer.
År 1432 föreslogs han av kung Erik av Pommern till ärkebiskop. När ärkebiskop Jöns Håkansson avled valde domkapitlet mot kungens vilja Olov Laurensson till ny ärkebiskop. Kungen lanserade istället Arend Klemensson, biskop av Bergens stift. Denne tillskansade sig med våld ärkebiskopsstolen. Thomas tycks ha tillhört en förmedlande fraktion av de svenska prelaterna under konflikten mellan kungen och kyrkan 1432–1434. 
Under perioden 1434–1436 tillhörde han det upproriska rådet. Detta var samtida händelser till Engelbrektsfejden. Efter mötet i Söderköping 1436 och Erik Pukes fall (den så kallade Pukefejden) var han kritisk mot rikshövitsmannen Karl Knutsson och bidrog till hans avsättning en tid under våren 1438 (på hösten samma år valdes denne till riksföreståndare). Därefter stödde han ärkebiskop Nils Ragvaldssons politik mot Erik av Pommern och ätten Natt och Dag 1438–1439 och mot Kristofer av Bayern som svensk kung.
Han är författare till Engelbrektsvisan 1439, där de avslutande stroferna kallas Frihetsvisan. Engelbrektsvisan hyllar Engelbrekt som Guds redskap och behandlar dennes frihetskamp mot Erik av Pommerns fogdar. Mordet på Engelbrekt skildras åskådligt. Han har även skrivit Trohetsvisan.
I Strängnäs är han mer känd som biskop Thomas och har fått ge namn åt Thomasgymnasiet i samma stad. Han ligger begravd i Strängnäs domkyrka.